# Fertilité des sols

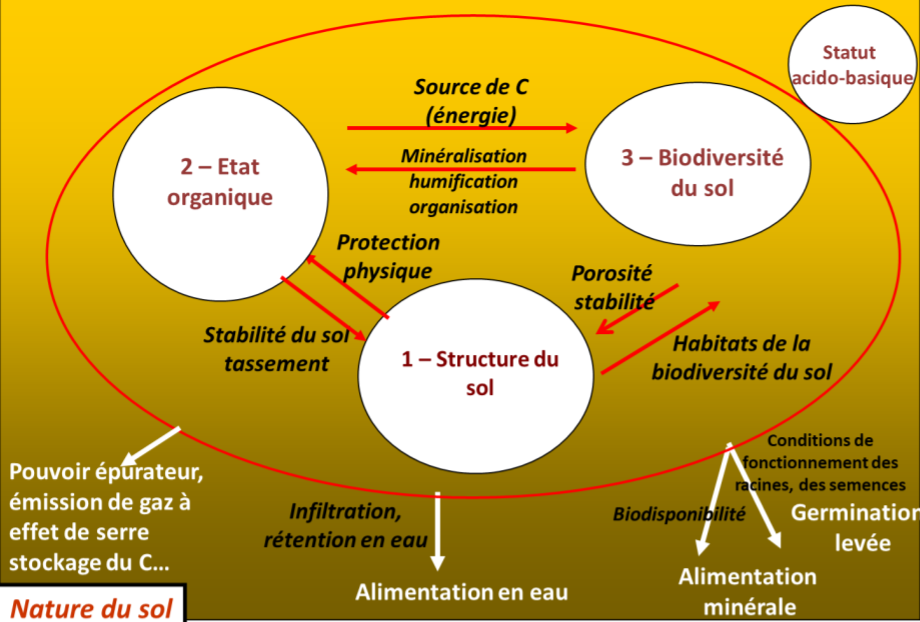
Schéma global des composantes de la fertilité des sols.

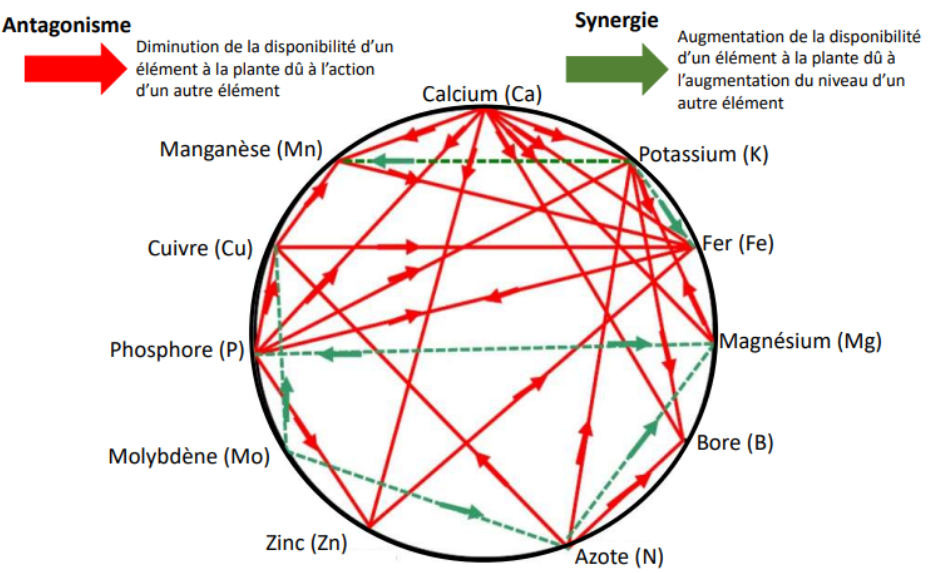
Le diagramme de Mulder illustre la loi de l'optimum de Liebscher.

La fertilité des sols est une notion importante dans les domaines de l'agriculture et de l'agronomie, désignant l'aptitude d'un sol à produire dans les conditions actuelles de culture. Elle est une des composantes de la qualité des sols.
Il n'existe pas de définition consensuelle de la fertilité des sols. La valeur scientifique du terme et la possibilité de parvenir à le définir est contestée. Patzel considère que toute définition de la fertilité des sols est insatisfaisante car elle sera toujours, soit trop précise, dans le but de répondre à une question particulière, et exclura alors des composantes de la fertilité considérées comme importantes par d'autres personnes, soit trop vague, et ne sera pas utilisables pour définir des critères de mesure de la fertilité. Pour Sebillotte, la difficulté de définir la fertilité des sols provient de ce que la fertilité est un potentiel qui s'exprime sous certaines conditions mais n'est jamais vraiment mesurable présentement : « il n 'y a pas de fertilité en soi mais en référence, pour un milieu, aux systèmes de culture pratiqués ».
De vifs débats entre agronomes ont eu lieu en France dans les années 1950, opposant deux visions: la fertilité comme caractéristique naturelle des sols et la fertilité comme caractéristique construite par les activités humaines,. La difficulté de fournir une définition est également liée à la diversité des aspects de la fertilité (écologiques, culturels, économiques, agronomiques, pédologiques…) étudiés en agronomie.
On peut citer comme exemples de définitions « la capacité du sol à produire la culture désirée » ou « la capacité du sol à répondre aux besoins physiques, chimiques et biologiques nécessaires à la croissance des plantes, pour leur productivité, leur reproduction et leur qualité (considérée en termes de bien-être humain et animal dans les cas des plantes utilisées comme nourriture ou comme fourrage), de manière adaptée au type de plante, au type de sol, à l'usage des sols et aux conditions climatiques ».
La fertilité d'un sol est généralement décrite grâce à ses trois composantes : chimique, physique et biologique. Elle peut se mesurer par le rendement obtenu.
Les propriétés suivantes contribuent généralement à la fertilité des sols :
- Une profondeur de sol suffisante pour le développement du système racinaire et pour retenir une quantité d'eau suffisante
- Un bon drainage, permettant une aération du sol suffisante pour la respiration racinaire (certaines plantes sont cependant adaptées aux sols saturés en eau, comme le maïs ou le riz)
- Une quantité de matière organique suffisante pour permettre une rétention d'eau suffisante et une bonne structure du sol
- Un pH adapté aux besoins des plantes, généralement situé entre 5,5 et 7,0
- Une concentration suffisante des différents nutriments indispensables aux plantes, sous des formes assimilables
- La présence de microorganismes favorables au développement des plantes.

## Évolution de la perception de la fertilité des sols
Des notions liées à la fertilité des sols sont présentes dans certaines religions, et associent fréquemment fertilité du sol et fécondité humaine, ce qui explique la fréquence des divinités féminines de la fertilité . Dans les mythologies grecques et romaines, des déesses comme Cérès ou Déméter sont liées à la fécondité et à la fertilité des sols. C'est également le cas des dieux du sol japonais.
Diverses théories ont été élaborées au cours du temps pour expliquer la nutrition végétale et la fertilité des sols. De l'Antiquité au XIXe siècle, la théorie du phlogistique, basée sur les 4 éléments (air, eau, terre, feu) est utilisée pour rendre compte de la capacité productive des sols. La théorie de l'humus s'élabore à partir de la fin du XVIIIe siècle, avec les travaux du chimiste suédois Johan Gottschalk Wallerius, puis est popularisée par l'agronome allemand Albrecht Daniel Thaer. Elle postule que l'humus (équivalent du terme actuel « matière organique des sols »), est la principale source de nutriments pour les plantes, et donc la principale source de fertilité des sols.
À partir de 1840, les travaux de Justus von Liebig montrent que les plantes se nourrissent d'éléments minéraux et non d'humus, donnant naissance à la théorie minérale, qui postule que la fertilité des sols dépend uniquement de la gestion de la quantité et de la qualité des éléments minéraux solubles du sol.Cette théorie donnera naissance aux premières pratiques de fertilisation chimique.
À partir des années 1940,, cette vision de la fertilité sera complétée, par exemple dans les travaux de Albert Howard, par une vision des sols comme des écosystèmes, où les microorganismes, en dégradant la matière organique ou en altérant la roche-mère, libèrent des nutriments minéraux assimilables par les plantes. La matière organique des sols est alors à nouveau considérée comme importante, notamment dans les formes d'agriculture se voulant respectueuses de l'environnement (agroécologie, agriculture biologique, agriculture de conservation…).
Il n'existe pas de terme équivalent à fertilité des sols dans toutes les langues.

## Fertilité chimique
La fertilité chimique correspond à l'abondance en proportions suffisantes des nutriments indispensables. Il évoque donc une notion de présence et de quantité. Elle sous-entend l'absence d'éléments toxiques capables de limiter ou de supprimer la productivité du sol.
Cette notion de quantité est obligatoirement liée à l'assimilabilité pour faire face aux besoins des plantes.
Trois lois régissent les relations existant entre, d'une part, la quantité de matière végétale produite par le sol et, d'autre part, la concentration dans laquelle s'y trouvent les éléments nutritifs : elles sont donc les lois fondamentales de la nutrition végétale :
- La loi du minimum (énoncée par Justus von Liebig en 1862) : « l'importance du rendement obtenu est déterminé par l'élément qui se trouve en plus faible quantité relativement aux besoins des récoltes ».
- la loi des rendements décroissants ou loi des excédents moins que proportionnels (énoncée par Eilhard Alfred Mitscherlich : « quand on apporte à un sol des quantités croissantes d'éléments fertilisants, les excédents de récolte obtenus sont de plus en plus faibles » : quand l'expérimentateur dépasse, dans ses apports d'éléments nutritifs, une certaine quantité, variable avec l'élément considéré, on ne constate d'abord aucune augmentation de rendement, puis un effet dépressif, puis un effet toxique.
- la loi de l'optimum de concentration nutritive : chaque élément nutritif exerce dans l'alimentation de l'être vivant un maximum d'effet pour une concentration optima en deçà de laquelle il y a carence et au-delà toxicité. Il faut noter ici que l'absorption des éléments nutritifs est à l'état de solution très diluée : il faut donc qu'à portée des racines, l'eau existe en quantité suffisante et avec une pression osmotique assez basse pour qu'elle puisse pénétrer dans la plante[13].

Il n'est jamais inutile de connaître l'importance des réserves de substances nutritives mobilisables ou même retenues dans les minéraux réputés résistants : ces réserves représentent une fertilité potentielle, surtout dans les régions tropicales où le rythme d'altération de ces minéraux peut être assez rapide. La fertilité chimique concerne également le pH, l'abondance et la composition des matières organiques et la taille de la capacité d'échange cationique.

## Fertilité physique
La fertilité physique correspond à la profondeur du sol, à sa texture et à sa structure, qui conditionnent la capacité de pénétration des racines et les mouvements de l'eau et de l'air au sein du sol.Parmi les phénomènes qui peuvent limiter la fertilité physique, on peut citer la compaction, la dispersion des argiles, la croute de battance ou la semelle de labour.

## Fertilité biologique
La fertilité biologique correspond à la capacité des organismes vivant dans le sol (plantes, bactéries, champignons, animaux, protistes) à contribuer à la nutrition végétale.
Cela inclut notamment les activités des:
- espèces ingénieurs (vers de terre, termites…) qui modifient la structure du sol et la répartition des ressources
- mycorhizes
- microorganismes décomposeurs, impliqués dans la décomposition et la minéralisation du carbone (bactéries cellulolytiques…), de l'azote (nitrifiants, dénitrifiants, microorganismes à activité protéase…), du phosphore (microorganismes à activité phosphatase…), du soufre (microorganismes à activité arylsulfatase…)…
- bactéries fixatrices d'azote, libres (Azotobacter, Clostridium…) ou en symbiose avec les racines (Frankia, Rhizobiacées)
- protozoaires et nématodes qui se nourrissent de microorganismes et libèrent les nutriments qu'ils contiennent (boucle microbienne)

## Fertilisation
La fertilisation est la pratique agricole consistant à gérer la fertilité du sol par l'apport de matières fertilisantes, organiques ou chimiques, pour atteindre un objectif de production agricole.
Le système de renouvellement de la fertilité des sols employé par les agriculteurs est un déterminant important des différents systèmes agraires.
Parmi les différents systèmes, on peut citer :
- la friche de longue durée (utilisée en agriculture sur abattis-brûlis)
- le transfert de fertilité des prairies et forêts vers les champs par les animaux (utilisation du fumier) ou par transfert de litière, d'horizons de sol (étrépage)
- l'utilisation d'engrais verts, l'introduction de prairies et de légumineuses dans la rotation
- l'utilisation d'engrais minéraux issus de la synthèse industrielle ou d'activités minières (utilisés après la révolution industrielle)
- les associations arbres-cultures, permettant des transferts verticaux de fertilité (utilisées en agroforesterie)

## Dégradation des sols
Les différentes composantes de la fertilité des sols peuvent subir des processus de dégradation, conduisant à une diminution de la production végétale. Dans les sols cultivés, la dégradation peut être due à une exploitation excessive du sol et à des pratiques de gestion des sols inadaptées. On peut citer un travail du sol excessif qui dégrade la structure du sol et favorise compaction et érosion, une fertilisation trop faible qui conduit à épuiser les réserves du sol ou la salinisation du sol par les eaux d'irrigation.
Historiquement, l'effondrement de plusieurs civilisations peut être attribué à la dégradation des sols.
Les changements d'usage des sols peuvent causer des dégradations rapides des sols. Par exemple, les colons européens en Nouvelle-Angleterre causèrent des dégradations des sols causées par la déforestation et plusieurs pratiques agricoles inadéquates : laisser le bétail se déplacer et pâturer librement, ne pas entretenir la fertilité des sols avec le fumier, labourer des sols fragiles… Ces pratiques causèrent de la compaction des sols et augmentèrent la fréquence des inondations, entraînant une érosion intense des sols.
Depuis le début de l'agriculture dans les Grandes Plaines d'Amérique du Nord, vers 1880, la moitié de l'horizon superficiel a disparu.
Dans les années 2000, la dégradation des sols concernait fortement les zones tropicales, aux sols pauvres en nutriments. L'augmentation de la densité de population, la déforestation à large échelle, et l'élevage extensif ont causé des dégradations rapides de la teneur en minéraux de certains sols.

## Effet des pratiques agricoles

### Irrigation
La qualité des eaux d'irrigation est très importante pour la gestion de la fertilité du sol. L'irrigation avec des eaux riches en sodium conduit à une salinisation progressive des sols. La salinisation augmente la pression osmotique nécessaire aux plantes pour prélever l'eau et les nutriments. L'irrigation des sols avec des eaux acides entraîne une lixiviation des nutriments présents sous forme d'ions (Ca, Mg, K, P, S, etc.) et peut rendre biodisponibles des éléments toxiques comme l'aluminium et manganèse en les solubilisant (processus d'acidification).
La fertilité des sols peut également être améliorée en les irriguant avec une eau de qualité adéquate.